# Causantín mac Fergusa
Causantín mac Fergusa, també conegut amb el nom de Caustantín mac Uurguistí (Constantí), va ser rei del regne picte de Fortriu i del dels escots Dál Riata entre els anys 780 i 820. La Crònica picta li atribueix un regnat de 35 anys sobre les pictes i el Duan Albanach n'hi dona 9 sobre els escots.

## Origen
L'origen de Constantí mac Fergusa és obscur. Segons Marjorie Ogilvie Anderson, Alfred P. Smyth i W. A Cummins, era fill de Fergus mac Echdach de Cenel Gabráin, rei de Dál Riata, que va morir el 781; segons altres investigadors, era un besnebot del rei de pictes Oengus I mac Fergusa. Aquestes dues teories sobre el seu origen no són necessàriament contradictòries, a causa de les pràctiques a priori matrilinials dels pictes i patrilinials dels escots podrien ser ambdues certes.

## Regnat
Constantin sembla haver-se convertit en el rei dels pictes del nord a partir del 780, quan va morir el seu oncle (matern?) Alpin mac Uuroid, rei dels pictes (775-780). De seguida, però, es va convertir en rei de tots els pictes després de destituir el seu cosí (?) Canaul mac Tarla, rei dels pictes del 784 al 789. El 811 també es va convertir en rei dels escots de Dál Riata quan va apartar del poder a Conall mac Áedáin (rei dels escots de 807 a 811).